# Дојран (Грчка)
Дојран (грч. Δοϊράνη, Дојрани) је насељено место у општини Кукуш у периферији Средишња Македонија, Грчка. Према попису из 2021. године било је 59 становника.
Дојран је подигнут након Балканских ратова, и раније је био железничка станица града Дојрана, који је после ратова припао Краљевини Србији. Током Првог светског рата овде су биле смештене гркоманске породице из Дојрана, а касније је било досељавања из других места. На попису из 1928. године Дојран је имало 202 становника.